# Пензенська губернія
Пензенська губернія — адміністративно-територіальна одиниця Російської імперії і РРФСР, що існувала в 1796—1797 і 1801—1928 рр. Губернське місто — Пенза.

## Історія
15 вересня 1780 року в результаті реформи Катерини II було утворено Пензенське намісництво, в яке увійшли території колишньої Пензенської провінції Казанської губернії, а також частини Шацької і Тамбовської провінцій Воронезької губернії.
12 грудня 1796 року Пензенське намісництво було перетворено на Пензенську губернію, до неї увійшла також частина ліквідованої Саратовської губернії.
5 березня 1797 року Пензенську губернію скасували, а її повіти розподілили між Саратовською, Тамбовською, Нижньогородською і Симбірською губерніями.
9 вересня 1801 року Пензенська губернія відновлена у складі 10 повітів.
14 травня 1928 року Постановою ВЦВК і Раднаркому РРФСР Пензенська губернія була ліквідована, її територія увійшла до складу Середньо-Волзької області.

## Адміністративно-територіальний поділ
В 1780 році при утворенні Пензенського намісництва, воно було розділене на 13 повітів: Верхньоломовський, Городищенський, Інсарський, Керенський, Краснослободський, Мокшанський, Наровчатський, Нижньоломовський, Пензенський, Саранський, Троїцький, Чембарський, Шишкеєвський.
31 грудня 1796 року Пензенська губернія була розділена на 10 повітів (включаючи частину скасованої Саратовської губернії).
5 березня 1797 року Пензенська губернія перейменована на Саратовську.
11 жовтня 1797 року колишню Пензенську губернію розділено між сусідніми губерніями.
1797 — 1801 рр. Пензенська губернія була скасована.
9 вересня 1801 року Пензенська губернія відновлена в межах до 11 жовтня 1797 року.
Після відновлення Пензенської губернії в 1801 році до її складу увійшло 10 повітів і цей поділ зберігався до 1918 року:
| №  | Повіт             | Повітове місто               | Площа, верст² | Населення (1897), чол. |
| -- | ----------------- | ---------------------------- | ------------- | ---------------------- |
| 1  | Городищенський    | Городище (3 965 чол.)        | 6 046,7       | 602 172                |
| 2  | Інсарський        | Інсар (4 244 чол.)           | 3 983,2       | 178 233                |
| 3  | Керенський        | Керенськ (4 004 чол.)        | 2 376,5       | 106 091                |
| 4  | Краснослободський | Краснослободськ (7 381 чол.) | 3 640,4       | 174 396                |
| 5  | Мокшанський       | Мокшан (10 044 чол.)         | 752,9 2       | 109 052                |
| 6  | Наровчатський     | Наровчат (4 710 чол.)        | 2 295,0       | 118 212                |
| 7  | Нижньоломовський  | Нижній Ломов (9 996 чол.)    | 3 174,9       | 153 395                |
| 8  | Пензенський       | Пенза (59 981 чол.)          | 2 934,5       | 161 983                |
| 9  | Саранський        | Саранськ (14 584 чол.)       | 2 947,7       | 130 143                |
| 10 | Чембарський       | Чембар (5 345 осіб)          | 3 977,3       | 153 380                |

В 1918 році утворено Рузаєвський повіт, 1923 від Тамбовської губернії приєднано Спаський і більша частина Темниковського повітів.
У березні 1925 року скасовано Інсарський, Керенський, Мокшанський, Наровчатський, Саранський і Темниковський повіти. У травні Рузаєвський повіт перейменовано на Саранський, у вересні відновлений Рузаєвський повіт, а Спаський повіт перейменовано на Бєднодем'яновський.
Таким чином у 1926 до складу губернії входило 8 повітів:
| № | Повіт              | Центр               | Площа, км² | Населення (1926), чол. |
| - | ------------------ | ------------------- | ---------- | ---------------------- |
| 1 | Бєднодем'яновський | м. Бєднодем'яновськ | 8 546      | 417 161                |
| 2 | Городищенський     | м. Городище         | 5 321      | 174 628                |
| 3 | Краснослободський  | м. Краснослободськ  | 6 430      | 295 055                |
| 4 | Нижньоломовський   | м. Нижній Ломов     | 4 155      | 197 094                |
| 5 | Пензенський        | м. Пенза            | 7 534      | 407 337                |
| 6 | Рузаєвський        | м. Рузаєвка         | 4 850      | 227 634                |
| 7 | Саранський         | м. Саранськ         | 4 544      | 251 287                |
| 8 | Чембарський        | м. Чембар           | 4 886      | 238 584                |

14 травня 1928 року Пензенська губернія і всі її повіти були скасовані, а їх територія увійшла до складу Средньоволзької області.